# Медоу Лејк (Њу Мексико)
Медоу Лејк (енгл. Meadow Lake) насељено је место без административног статуса у америчкој савезној држави Њу Мексико.

## Демографија
По попису из 2010. године број становника је 4.708, што је 217 (4,8%) становника више него 2000. године.
| Група             | 2000.         | 2010.         |
| Белци             | 1.596 (35,5%) | 1.100 (23,4%) |
| Афроамериканци    | 57 (1,3%)     | 70 (1,5%)     |
| Азијати           | 16 (0,4%)     | 23 (0,5%)     |
| Хиспаноамериканци | 2.600 (57,9%) | 3.437 (73,0%) |
| Укупно            | 4.491         | 4.708         |